# Fanny López Jiménez
Fanny López Jiménez (Tuxtla Gutiérrez, Chiapas, 1970) es una arqueóloga e investigadora mexicana que ha destacado por haber realizados varios hallazgos en la zona arqueológica de Palenque, entre ellos la tumba de la Reina Roja.

## Semblanza biográfica
Realizó sus primeros estudios en la escuela “Gustavo Díaz Ordaz” y en la Escuela Preparatoria del Estado. Se trasladó a San Cristóbal de las Casas para ingresar a la Universidad Autónoma de Chiapas en donde pretendía estudiar sociología, economía o antropología social.  Ingresó a la Escuela Nacional de Antropología e Historia para cursar la carrera de arqueología. Realizó sus primeros trabajos de campo en Lagartero, cerca de Comitán, poco después, en 1991, realizó prácticas de excavación en Palenque, en el lado norte de El Palacio, en donde rescató varias piezas de tepalcate. Regresó a la Ciudad de México para concluir su licenciatura y realizó algunos trabajos de excavación en el Templo Mayor, bajo la Catedral Metropolitana de la Ciudad de México. Tras un breve período de trabajo en el Centro Regional del Instituto Nacional de Antropología e Historia (INAH) de Tuxtla Gutiérrez regresó nuevamente a Palenque.
En el área del Templo de la Cruz encontró siete tumbas de cista y dieciocho portaincensarios de cerámica, uno de ellos, de más de un metro de altura, se exhibe en el Museo Alberto Ruz Lhuillier. Descubrió una tumba en el Templo de la Calavera que contenía alrededor de setecientas piezas de jade. Poco después, el 11 de abril de 1994, descubrió en el Templo XIII una subestructura interna en la cual se encontrarían los restos mortales de la Reina Roja. Una vez reportados los hallazgos al director del proyecto, Arnoldo González Cruz, participó en los trabajos de rescate de la osamenta y ofrendas. De esta manera, el 1 de junio de 1994, el equipo de arqueólogos —en el que se encontraban también Gabriela Ceja, Gerardo Fernández y Katya Perdigón— logró abrir el sarcófago de la Reina. Después de realizar una lista de candidatas posibles para establecer la identidad de la Reina Roja, Fanny López sugirió que podría tratarse de Ix Kinnuw Mat (o Hun K'Anleum), también conocida como la Señora Cormorán o Señora Telaraña, quien fue esposa del ahau K'an Joy Chitam II.
Posteriormente se integró al Programa de Investigaciones Multidisciplinarias sobre Mesoamérica y el Sureste (Proimmse) del Instituto de Investigaciones Antropológicas de la Universidad Nacional Autónoma de México (UNAM) en San Cristóbal de las Casas en donde ejerció el puesto de secretaria técnica. Durante su trabajo de campo realizó el hallazgo paleontológico de un megaterio del Período Cuaternario, el más completo en su tipo que se haya localizado en Chiapas.
Acerca del hallazgo de la Reina Roja, ha escrito para la revista Arqueología Mexicana, ha impartido algunas conferencias y colaborado para el Discovery Channel.  Se ha desempeñado como coordinadora de la licenciatura de arqueología en la Universidad de Ciencias y Artes de Chiapas (Unicach).
Desde de enero de 2015 y hasta 2018 fue directora del Museo Regional de Chiapas, del Instituto Nacional de Antropología e Historia, siendo la única arqueóloga Chiapaneca en trabajar dentro del ámbito de la investigación histórica. 
En enero del 2025, la H. Junta Directiva de la Universidad de Ciencias y Artes de Chiapas (UNICACH) designó a Fanny López Jiménez como rectora de esta institución, para el periodo 2025-2029, con esta designación, se convierte en la segunda mujer en la historia de la UNICACH en asumir este importante liderazgo.  (HC)